# Соло Сікоа
Джозеф Йокодзуна Фату (англ. Joseph Yokozuna Fatu, народився 18 березня 1993) — американський професійний реслер. Наразі він виступає у WWE, на бренді SmackDown під псевдонімом Соло Сікоа і є діючим Чемпіоном Сполучених Штатів у своєму першому рейні. Він такоє є лідером угрупування The Bloodline, і колишнім одноразовим Чемпіоном Північної Америки NXT. Фату — член родини самоанських реслерів Аноа'й.

## Раннє життя
Фату народився в родині самоанських реслерів Аноаі'й, до якої входять його батько, Рікіші, член Залу слави WWE, його старші брати Джиммі Усо та Джей Усо, його двоюрідний брат Роман Рейнс та багато інших, включаючи Умагу, Йокодзуну та Дикі Самоанці. Його назвали на честь ринг псевдоніму його двоюрідного брата – Йокодзуни. Грав у американський футбол в American River College та Dickinson State University.

## Кар'єра у професійному реслінгу

### Незалежні промоушени (2018–2021)
29 квітня 2018 року Фату дебютував на рингу під псевдонімом Сефа Фату та регулярно змагався у команді зі своїми двоюрідними братами Джейкобом Фату та Джорні Фату. 25 січня 2019 року, Фату виграв Чемпіонство FSW Штату Невада, утримуючи пояс протягом 149 днів, поки не програв Хаммерстоуну в червні. У серпні 2019 року, Фату переміг Вотсона, щоб виграти титул Arizona Wrestling Federation (AWF) у важкій вазі, і утримував пояс протягом 418 днів, поки не втратив його в січні 2020 року.

### WWE

#### NXT (2021–2022)
30 серпня 2021 року було оголошено, що Фату підписав контракт із WWE. Він був призначений підготовчий бренд NXT, дебютувавши 26 жовтня на Halloween Havoc як Соло Сікоа, перервавши сегмент між співведучими Грейсоном Воллером і Ел Ей Найтом, а потім напав на Воллера. Сікоа дебютував на рингу на випуску NXT від 2 листопада, перемігши Джіта Раму в його останньому матчі. Після перемоги в кількох матчах на NXT і 205 Live, Сікоа посварився з Боа після того, як його альтер-его напало та задушило його за лаштунками на випуску NXT від 28 грудня. На випуску NXT від 11 січня 2022 року, матч  Боа та Сікоа завершився подвійним відліком. Це призвело до матчу без дискваліфікацій відрахування будь де на випуску NXT від 25 січня, який Сікоа виграв.
Сікоа брав участь у п’ятисторонньому матчі з драбинами за Чемпіонство Північної Америки NXT на Stand & Deliver, у якому виграв Кемерон Граймс. Сікоа двічі зазнав поразки від Граймса у матчах за титул. На випуску NXT від 2 серпня, Сікоа переміг фон Вагнера в матчі відрахування будь де, після кількох тижнів стичок, хоча під час цього матчу він отримав травму коліна.

#### Силовик Bloodline (2022–2024)

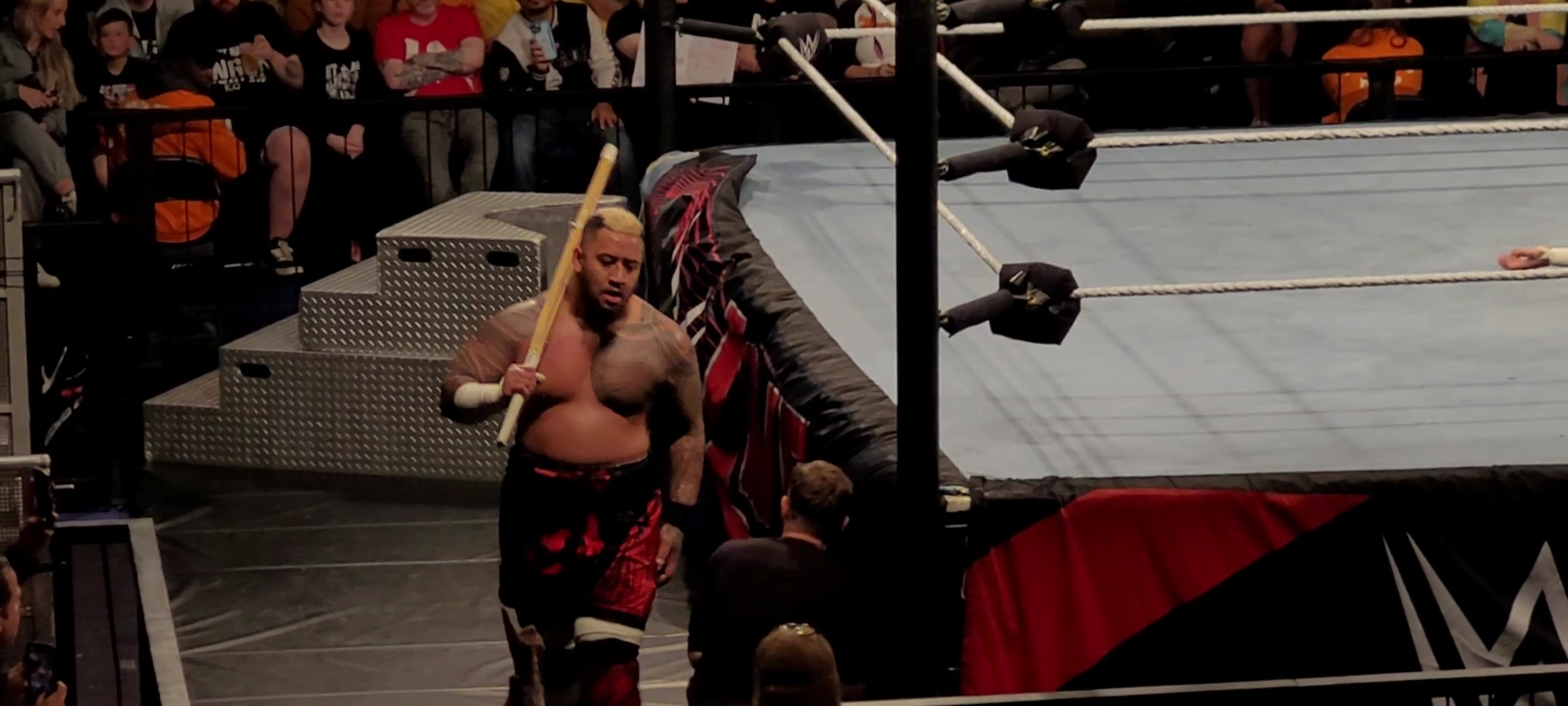
Сікоа у 2023 році

На Clash at the Castle 3 вересня 2022 року, Сікоа повернувся після травми та втрутився в матч головної події між своїм двоюрідним братом Романом Рейнсом і Дрю Макінтайром, допомігши Рейнсу зберегти Беззаперечне Чемпіонство Всесвіту WWE та приєднавшись до The Bloodline, ставши хілом у процесі. Він дебютував на рингу в основному ростері на випуску SmackDown від 9 вересня, програвши Макінтайру через дискваліфікацію після того, як Карріон Кросс напав на Макінтайра ззаду. 13 вересня на випуску NXT 2.0, Сікоа несподівано з’явився і переміг Кармело Хейза, вигравши Чемпіонство Північної Америки NXT. Він захистив титул через три дні на SmackDown проти Медкеп Мосса, але був змушений здати титул на випуску NXT від 20 вересня, оскільки йому не дозволили брати участь у матчі. На Survivor Series WarGames 26 листопада, Сікоа разом із The Bloodline переміг The Brawling Brutes (Шеймус, Рідж Холланд і Бутч), Макінтайра та Кевіна Овенса в матчі WarGames.
27 березня 2023 року на випуску Raw, Сікоа зазнав своєї першої поразки в основному ростері проти Коді Роудса. На Wrestlemania 39 Night 2, Сікоа допоміг Рейнсу зберегти Беззаперечне Чемпіонство Всесвіту WWE проти Роудса. На Night of Champions Сікоа та Рейнс безуспішно кинули виклик Кевіну Овенсу та Семі Зейну за Беззаперечне Командне Чемпіонство WWE. Під час матчу, Усо втрутилися і випадково напали на Сікоа, цілячись у Зейна. Подальша послідовність подій завершилася нападом Джиммі Усо на Рейнса, а Усо пішли з The Bloodline. На випуску SmackDown від 2 червня, під час святкування 1000 днів Рейнса як Чемпіона Всесвіту, Сікоа обернувся проти Джиммі та відлучив його від The Bloodline за наказом Рейнса за дії його брата на Ночі Чемпіонів. 16 червня на випуску SmackDown інший брат Сікоа, Джей, виступив проти Рейнса та Сікоа, щоб стати на бік Джиммі. На Money in the Bank Рейнс і Сікоа програли Усо у командному матчі «Громадянська Війна Bloodline», де Джей утримав Рейнса, що принесло Рейнсу його першу пряму поразку від утримання з грудня 2019 року на TLC: Table, Ladders & Chairs. Влітку, Bloodline вступили у ворожнечу з Джоном Сіною та Ел Ей Найтом, де на Fastlane Сікоа та Джиммі (який повернувся до угрупування) програли їм у командному матчі. Сікоа викликав Сіну на матч на Crown Jewel, перемігши його.
На WrestleMania XL Night 2, Сікоа знову спробував допомогти Рейнсу проти Роудса, але йому завадив Джон Сіна, який повернувся, і провів Сікоа AA на коментаторський стіл.

#### Самопроголошений "Вождь племені" (2024–дотепер)
12 квітня 2024 року на випуску SmackDown, Сікоа ввів Тама Тонга, сина Хаку, у Bloodline, та вигнав Джиммі. За відсутності Рейнса, Сікоа став фактичним лідером Bloodline, і його характер був змінений, оскільки він почав носити чорний костюм. 4 травня на Backlash France, The Bloodline перемогли Ренді Ортона та Кевіна Оуенса після втручання Тонга Лоа, який приєднався до угрупування. На випуску SmackDown від 10 травня, Соло Сікоа сказав Полу Гейману, що поки Роман Рейнс не повернеться, він заправляє Бладлайном. На випуску SmackDown від 21 червня, до угрупування приєднався Джейкоб Фату. На випуску SmackDown від 28 червня, Сікоа виключив Пола Геймана з Bloodline через те, що той відмовився визнавати його новим Вождем Племені Після початку протистояння з Коді Роудсом на Clash at the Castle: Scotland, на Money in the Bank Сікоа разом з Тама Тонга і Джейкобом Фату здолали Роудса, Ренді Ортона і Кевіна Овенса у командному матчі 3-на-3, у якому Сікоа утримав Роудса. На випуску SmackDown від 12 липня, Сікоа і Роудс домовилися про матч на SumemrSlam. На події 3 серпня, Роудс не зміг виграти титул у Роудса у матчі за правилами Bloodline після втручання від Романа Рейнса, який щойно повернувся. На випуску SmackDown від 13 вересня, Сікоа знову не зміг виграти титул у Роудса в матчі у сталевій клітці. На Bad Blood 5 жовтня, Сікоа і Фату програли Рейнсу і Роудсу після втручання від Джиммі Усо, який щойно повернувся, коли Сікоа був утриманий Рейнсом. На Crown Jewel 2 листопада, Сікоа, Тонга і Фату здолали Рейнса і Братів Усо у командному матчі 3-на-3, у якому Сікоа утримав Рейнма. Сікоа став третім, хто утримав Романа Рейнса під час ери Вождя Племені, після Джея Усо і Коді Роудса. На Survivor Series: WarGames 30 листопада, Bloodline і Бронсон Рід програли Рейнсу, Джею, Джиммі, Семі й СМ Панку у матчі WarGames, у якому Рейнс утримав Сікоа. На дебютному випуску Raw на Netflix 6 січня 2025 року, Сікоа програв Ула Фалу і звання "Вождя Племені" Рейнсу.
Після програшу звання "Вождь племені", Сікоа вперше з'явився на випуску SmackDown від 19 січня, де він намагався промовити хоч одне слово, але пішов з рингу, де були Тонга і Фату. З того моменту, Сікоа почав супроводжувати і підтримувати Фату у березні й квітні 2025 під час білд-апу матчу Фату проти Ел Ей Найта на Реслманії 41 за Чемпіонство Сполучених Штатів, з якого Фату вийшов переможцем. 7 червня на Money in the Bank, Сікоа брав участь в однойменному матчі з драбинами, але програв через зраду від Фату. 28 червня на Night of Champions, Сікоа здолав Фату, вигравши Чемпіонство Сполучених Штатів, після втручання від Тонга Лоа, і дебютанта Тала Тонга.

## Особисте життя
Фату одружений і має двох дітей з дружиною.

## Інші медіа
Фату здійснив акторський дебют у кримінальній драмі Каріна Кусами «Руйнівник» 2018 року, зігравши роль Таза.
Фату, як Соло Сікоа, є ігровим персонажем у відеогрі WWE 2K23, яка стала його дебютом у будь-якій грі WWE 2K. Він також є ігровим персонажем у відеогрі WWE 2K24.

## Фільмографія
| рік      | Назва     | роль | Примітки |
| -------- | --------- | ---- | -------- |
| 2018 рік | Руйнівник | Таз  |          |

## Чемпіонства і досягнення
- Arizona Wrestling Federation
  - Чемпіонство AWF у важкій вазі (1 раз)[8]
- ESPN
  - Найкращий сюжет року (2022) – як частина The Bloodline і Семі Зейн[50]
  - Найкращий сюжет року (2023) – як частина The Bloodline 2.0[51]
- Future Stars of Wrestling
  - Чемпіонство FSW Штату Невада (1 раз)[7]
- New York Post
  - Сюжетна лінія року (2022) – як частина The Bloodline і Семі Зейн[52]
  - Сюжет року (2023)[53]
- Pro Wrestling Illustrated
  - Угрупування року (2022) – разом з The Bloodline
  - Посідає 38 місце серед 500 найкращих реслнрів у PWI 500 у 2023 році[54]
- Wrestling Observer Newsletter
  - Ворожнеча року (2023) як частина The Bloodline vs. Кевіна Овенса і Семі Зейна[55]
- WWE
  - Чемпіонство Північної Америки NXT (1 раз)[56]